# Puka Llacta
Puka Llacta (traduïble del quítxua com a: puka vermell, llaqta lloc -llogaret, poble, ciutat, país, nació-) és el nom d'un grup polític maoista peruà que va tenir els seus orígens en la dècada de 1970.
Un líder d'esquerra, Jorge Hurtado «Ludovico», va ser membre del Comitè Central del Partit Comunista del Perú - Pàtria Roja, que formava part de la Unió d'Esquerra Revolucionària (UNIR), fundada l'any 1969. Es reivindicaren com a maoistes, fins i tot quan eren una mica reformistes i tenien estrets vincles amb el Partit Comunista Xinès. El 1978, Pàtria Roja es va trencar en dues faccions, una de les quals és el Partit Comunista del Perú "Puka Llacta", amb la intenció de fer accions concretes pel que fa al seu discurs de guerra popular.
No se sap si els seus militants en realitat van participar en actes violents. No obstant això, es diu que a finals de 1984 va recolzar l'avanç de Sendero Luminoso cap a la província de Huallaga, després d'una ofensiva militar a la regió d'Ayacucho i de Huancavelica. Durant les eleccions municipals peruanes de 1980, un dels indrets on la seva presència es feia més patent era la Universitat Tècnica d'Altiplano.
A les eleccions regionals peruanes de 2002, David Jiménez Sardón, qui solia estar vinculat a Puka Llacta, va ser elegit president regional de Puno, sent cap de llista del partit polític anomenat Moviment per l'Autonomia Regional Quítxua-Aimara (MARQA). Jiménez, un agrònom de l'UNA i gerent de l'EEAA a Junín i Ancash, tenia un equip de campanya integrat per familiars i antics companys de Puka Llacta.